# ホガット・ベイ (護衛空母)
ホガット・ベイ (USS Hoggatt Bay, CVE-75) は、アメリカ海軍の護衛空母。カサブランカ級航空母艦の21番艦。艦名はアラスカ州南東部バラノフ島のホガット湾 (北緯56度46分30秒 西経134度43分24秒 / 北緯56.7750084度 西経134.7232127度) に由来する。

## 艦歴
「ホガット・ベイ」は合衆国海事委員会の契約下ワシントン州バンクーバーのカイザー造船所で建造され、1943年12月4日にヴィクター・サンドリック夫人によって進水する。1944年1月11日にオレゴン州アストリアで海軍に引き渡され、同日W. V. サウンダース艦長の指揮下就役する。
カリフォルニア沖での慣熟訓練の後、「ホガット・ベイ」は3月10日から25日にかけて真珠湾への航空機と海軍要員の輸送任務に就いた。任務からの帰りには、対潜攻撃訓練を行った。5月1日、真珠湾を経てマジュロに向かった。ところで、大西洋の戦いにおける護衛空母と駆逐艦の組み合わせによる対潜掃討部隊の威力は、Uボートに対して効果が高い事が立証されていた。そして、これを今度は太平洋で、日本海軍の潜水艦に対してやってみることとなった。
「ホガット・ベイ」と駆逐艦、護衛駆逐艦で構成された対潜掃討部隊は、5月26日から6月19日までアドミラルティ諸島近海で行動した。「ホガット・ベイ」らの行動海域ではすでに、護衛駆逐艦「イングランド (USS England, DE-635) 」がヘッジホッグを使って5月13日に潜水艦「伊16」を撃沈したのを手始めに、5月22日に「呂106」、5月23日に「呂104」、5月24日に「呂116」、そして5月26日に「呂108」を立て続けに撃沈して賞賛を浴びていた。しかし、弾薬が底をつきかけていたので僚艦の「ジョージ(USS George, DE-697) 」「ラビー(USS Raby, DE-698) 」とともにマヌス島に一旦帰投することとなった。その代わりに、「ホガット・ベイ」の部隊が哨戒を行ったのである。また、弾薬を補給した「ラビー」と「ジョージ」「イングランド」もこの部隊に加わった。5月30日1時44分、「ホガット・ベイ」の護衛役である駆逐艦「ヘイゼルウッド (USS Hazelwood, DD-531) 」が15,000ヤード先にレーダーで目標を探知した。これは潜水艦「呂105」であった。1時53分、「呂105」が潜航した後、「ヘイゼルウッド」はこれをソナー探知し、爆雷攻撃を行う。4時35分には「ラビー」と「ジョージ」がヘッジホッグ攻撃を行い、「ジョージ」が3発を命中させたと判断したが、撃沈できなかった。「イングランド」には、「戦果の独り占めはよくない」と事実上の攻撃を控えているようにとの命令が出されていたが、僚艦の不甲斐なさからこの禁令は解かれた。5月31日5時、護衛駆逐艦「スパングラー(USS Spangler, DE696) 」と「イングランド」が現場海域に到着。「スパングラー」が「呂10」5をソナー探知してヘッジホッグ攻撃を行ったが、全て外れた。7時29分、「イングランド」は「呂105」をソナー探知し、ヘッジホッグ24発を投下。投下後、複数の水中爆発音を聴取し、「呂105」を撃沈した。「呂105」は「イングランド」が撃沈した6隻目の潜水艦であった。哨戒期間の後半では、6月11日に「ホガット・ベイ」の航空機は油帯を発見。これに対して駆逐艦「テイラー (USS Taylor, DD-468) 」が油帯周辺に急行して爆雷攻撃を行い、たまらず浮上してきた潜水艦「呂111」を砲撃で破壊してから、止めの爆雷を発射して撃沈した。一連の対潜掃討は、マリアナ諸島への進撃に対する海中からの不意の攻撃を防ぐ事となった。
「ホガット・ベイ」の対潜掃討部隊はエニウェトク環礁に短期間停泊した後、7月5日から8月9日までマリアナ諸島海域で行動し、期間終了後はマヌス島に帰投した。この期間中の7月18日、ホガット・ベイのレーダーが、19km離れた位置で浮上中の潜水艦を探知。ホガット・ベイからの命を受けて護衛駆逐艦「ワイマン(USS Wyman, DE-38) 」「レイノルズ(USS Reynolds, DE-42) 」が確認のために現場海域に向かう。7月19日0時24分に2隻は到着。「ワイマン」は3,000mの距離で探知していた潜水艦を見失う。これは、相手が潜航したことを意味していた。それからまもなく、「ワイマン」のソナーが1,400mの距離で潜水艦を探知する。0時51分、「ワイマン」はヘッジホッグを投下。その後再探知したため、再度ヘッジホッグを投下した。1時25分、3回目のヘッジホッグを投下。1時30分、海中で5回の小爆発が「ワイマン」の艦体を揺さぶった。続いて、海中で1回の大きな爆発音を聴取。その後、「ワイマン」はソナーを使用したが、潜水艦を探知することはなかった。この潜水艦は「伊5」であった。マリアナ諸島を手中にしたアメリカ軍の次の目標はパラオであり、ペリリュー島は航空基地の候補地であった。9月1日、「ホガット・ベイ」の対潜掃討部隊は出撃し、2ヵ月間マリアナ諸島の南方と西方で対潜哨戒を行った。10月3日未明、「ホガット・ベイ」のレーダーは遠距離に目標を探知。護衛駆逐艦「サミュエル・S・マイルズ (USS Samuel S. Miles, DE-183) 」が目標に向かっていき、ソナーで水中の目標を探知したあと、ヘッジホッグで目標を撃沈した。この目標は潜水艦「伊177」であった。また、本職の対潜掃討以外では、台湾沖航空戦で大破してウルシー環礁に下がる途中の軽巡洋艦「ヒューストン (USS Houston, CL-81) 」の援護を行った。「ホガット・ベイ」は10月28日にウルシーに帰投した。
11月10日、「ホガット・ベイ」はフィリピンの戦いで航空支援を行うため出撃。次いでフォン湾で次の上陸作戦に備えた訓練に参加した後、12月20日にマヌス島に帰投した。数日後、リンガエン湾を目指す大艦隊に加わって出撃。大艦隊が通過したフィリピン水域は、神風特別攻撃隊が絶え間なく飛来していて危険であり、1945年1月4日には、護衛空母「オマニー・ベイ (USS Ommaney Bay, CVE-79) 」が特攻により沈没した。1月6日にリンガエン湾に到着した「ホガット・ベイ」は、引き続いて襲ってくる特攻機の合間を縫って、航空機によって日本軍拠点を破壊していった。戦いが一段落ついた後、1月17日にウルシーに到着し、次いでサンディエゴに向かった。2月15日、サンディエゴに到着した。
4月6日、修理を終えた「ホガット・ベイ」は、4月1日から開始された沖縄戦の戦場に向かい、真珠湾とウルシーを経由して5月8日に沖縄沖の海域に到着した。沖縄島南方からの航空支援任務に就き、5月24日から6月8日までの間、攻撃支援、写真偵察および物資の投下を行った。6月27日にレイテ湾に到着した後、7月28日に遠くアラスカのアダック島に向けて出港した。しかし、その途中の8月15日に戦争が終わり、8月18日に大湊に針路を向けた。9月に入って、アメリカ軍は北海道と東北地方に進駐。「ホガット・ベイ」の航空機は、空からの偵察により多数の捕虜収容所を発見。これら収容所に入れられていた捕虜の中には、1941年12月のウェーク島の戦いで捕虜となったジェームズ・デベル海兵少佐もおり、彼らは無事解放された。「ホガット・ベイ」は青森進駐に立ち会った後、9月27日に東京湾に到着した。
「ホガット・ベイ」は9月30日に東京湾を出航し、「マジック・カーペット」艦隊の一艦として帰還兵輸送任務に従事した後、ボストンで1946年7月20日に退役する。大西洋予備役艦隊で保管された後、1955年6月12日CVHE-75（護衛ヘリ空母）に艦種変更され、1959年5月7日にはAKV-25（貨物航空機運搬艦）へ再変更された。1960年3月31日にスクラップとして売却された。
「ホガット・ベイ」は第二次世界大戦の戦功での5つの従軍星章を受章した。